# اشغال‌شده
اشغال‌شده (Okkupert) یک مجموعهٔ تلویزیونی دلهره‌آور سیاسی نروژی است که فصل اول آن در سال ۲۰۱۵ منتشر شد. فصل دوم در ۱۰ اکتبر ۲۰۱۷ منتشر شد. فصل سوم که آخرین فصل سریال نیز بود، در ۵ دسامبر ۲۰۱۹ منتشر شد. این سریال با هزینهٔ ساخت ۹۰ میلیون کرون نروژ (۱۱ میلیون دلار آمریکا)، پرهزینه‌ترین سریال نروژی تا به امروز محسوب می‌شود و در کشورهای گوناگونی در سرتاسر قارهٔ اروپا و آمریکا پخش شده‌است.
این مجموعهٔ تلویزیونی آینده‌ای خیالی و نزدیک را به‌تصویر می‌کشد که در آن، به دلیل حوادث فاجعه‌بار زیست-محیطی، نخست‌وزیر نروژ تولید نفت و گاز این کشور را متوقف کرده‌است. سپس روسیه با حمایت اتحادیه اروپا، نروژ را برای بازگرداندن تولید نفت و گاز خود در پاسخ به بحران انرژی در سراسر اروپا، اشغال می‌کند.

## گزیدهٔ بازیگران
- هانریک مئستا
- آنه دال تورپ
- اینگه‌بورگا داپکونایته
- لیزا لوون کونگسلی
- ایپولیت ژیراردو
- کشیشتف پیه‌چینسکی
- ویله ویرتانن